# مبروك البحري
مبروك البحري هو مهندس فلاحي وسياسي تونسي.

## السيرة الذاتية
شغل مبروك البحري منصب والٍ عدة مرات: في قبلي بين أغسطس 1987 وأكتوبر 1990، ثم في القصرين بين 1990 و1993، ثم في بن عروس بين أغسطس 1993 ويوليو 1996 وأخيرا في ولاية سوسة بين 22 يوليو 1996 و3 فبراير 1997.

دخل حكومة حامد القروي لمدة قصيرة حيث عين وزيرا للفلاحة بين 22 يناير و9 أكتوبر 1997.

بعد مؤتمر الاتحاد التونسي للفلاحة والصيد البحري المنعقد بين 16 و18 أبريل 2005، انتخب رئيسا للاتحاد، وأعيد انتخابه ثانية بعد مؤتمر 16 و18 أبريل 2010.

في مايو 2010، انضم لمجلس إدارة ساندرز تونس، فرع مجموعة ساندرز في البلاد.

عند تكوين أول مجلس للمستشارين، عين في 16 أغسطس 2005 ممثلا عن الاتحاد التونسي للفلاحة والصيد البحري فيه، وبقي عضوا في المجلس حتى حله في 23 مارس 2011.

حزبيا، انضم في سبتمبر 2016 إلى حزب مشروع تونس.

## الشبهات والتتبعات القضائية
بعد الثورة التونسية في 2011، اتهم بمحاباة التجمع الدستوري الديمقراطي حزب الرئيس المخلوع زين العابدين بن علي، وذلك عندما كان يشغل مختلف مهامه، خاصة في فترة ترأسه لاتحاد الفلاحة. استقال من هذا الأخير في 3 فبراير 2011، قائلا أن قراره ينبع من القلق حول ضمان استمرارية عمل الاتحاد في هذه الفترة الحساسة، لكي يستمر في الاضطلاع بدوره في إطار التوفيق بين جميع الأطراف. عوض بصفتة مؤقتة في 5 فبراير بنور الدين بن عياد.

في 1 ديسمبر 2011، قرر قاضي التحقيق بالمحكمة الابتدائية بتونس بتحجير السفر في حقه إثر تهم فساد واختلاس.

قدم استقلاته من الاتحاد المغاربي للفلاحين في 5 ديسمبر من نفس السنة.

## الأوسمة
- الصنف الأول من وسام 7 نوفمبر 1987 (تونس، 2009).[4]